# Дания на «Евровидении-1990»
Дания принимала участие в тридцать пятом выпуске телевизионного конкурса Евровидение-1990, который состоялся 5 мая в концертном зале имени Ватрослава Лисинского в Загребе, СР Хорватия, Югославия. Страну представляла певица Лонни Девантир с песней Hallo Hallo ("Алло, алло"), написанной Джоном Хаттингом, Торбеном Лендагером и Келдом Хейком. По итогам голосования она заняла восьмое место из 22, набрав 64 очка. Это был пятый год подряд, когда Дания финишировала в топ-10. Поэтому, Hallo Hallo стала предшественницей датской заявки на Евровидение-1991 Lige der hvor hjertet slår в исполнении Андерса Франдсена. Конкурс был показан DR на канале DR1 с комментариями Йоргена де Милюса. Глашатаем от Дании был Бент Хениус.

## Предыстория
К моменту своего участия на конкурсе 1990 года Дания участвовала на Евровидение 22 раза с момента своего дебюта в 1957 году. Страна выигрывала конкурс однажды: в 1963 году с песней Dansevise в исполнении Йоргена и Греты Ингманн. Страна также организовывала проведение Евровидения в 1964 году в Тиволи в Копенгагене. Дания с 1967 по 1977 годы не участвовала в конкурсе из-за политики тогдашнего руководства телекомпании DR. На Евровидение-1989 стране удалось занять третье место с композицией Vi maler byen rød в исполнении Бирте Кьер.

## До «Евровидения»

### Dansk Melodi Grand Prix 1990
Начиная с 1957 года датский телевещатель Датское радио (DR) отвечает за организацию отбора заявки на Евровидение и трансляцию конкурса. Все заявки от Дании выбирались через проведение национального финала под названием Dansk Melodi Grand Prix. Он состоялся 24 марта 1990 года в Тиволи в Копенгагене. Ведущими были представительница Дании на Евровидение-1989 Бирте Кьер и Дарио Кампеотто, который представлял Данию на Евровидение-1961. Dansk Melodi Grand Prix состоял из двух этапов. На первом этапе отбора было представлено десять песен, пять из которых благодаря голосам телезрителей прошли во второй этап. Во втором этапе отбора победитель Dansk Melodi Grand Prix также определялся через голоса телезрителей. Среди конкурсантов были трёхкратная представительница Дании на Евровидение Кирстен Сигаард (Евровидение-1984, 1985 и 1988) и будущий победитель Евровидение-2000 Йорген Олсен.
| Порядковый номер | Исполнитель     | Название песни       | Автор(ы)                                       | Результат |
| ---------------- | --------------- | -------------------- | ---------------------------------------------- | --------- |
| 1                | Кирстен Сигаард | Inden længe          | Йон Лундагер, Метте Нибо                       | Не прошёл |
| 2                | Vocal Crew      | Hva' er det du vil   | Йеспер Малмозе, Мортен Ведендаль               | Не прошёл |
| 3                | Лесия Йонссон   | Krig og fred         | Лесия Йонссон                                  | Не прошёл |
| 4                | Лонни Девантир  | Hallo Hallo          | Джон Хаттинг, Торбен Лендагер, Келд Хейк       | Прошёл    |
| 5                | Йорген Олсен    | Berlin               | Вольфганг Кефер, Йорген Олсен                  | Прошёл    |
| 6                | Элле Гульдбех   | Det var en drøm      | Ян Глесель, Клаус Кьеллеруп                    | Не прошёл |
| 7                | Кейт и Пер      | Kender du typen      | Пер Дамгаард, Хильда Хейк, Келд Хейк           | Прошёл    |
| 8                | Авиайя Люмхольт | Fordi jeg elsker dig | Ким Хелвег, Мортен Нильссон                    | Не прошёл |
| 9                | Биргитт Гад     | Ræk mig din hånd     | Георг Келлер, Йенс П. Майнер                   | Прошёл    |
| 10               | The Boys        | Du er min musik      | Йенс Петер Клаусен, Ким Якобсен, Клаус Фанарет | Прошёл    |

| Порядковый номер | Исполнитель    | Название песни   | Очки   | Место |
| ---------------- | -------------- | ---------------- | ------ | ----- |
| 1                | Лонни Девантир | Hallo Hallo      | 68,628 | 1     |
| 2                | Йорген Олсен   | Berlin           | 25,676 | 3     |
| 3                | Кейт и Пер     | Kender du typen  | 14,153 | 5     |
| 4                | Биргитт Гад    | Ræk mig din hånd | 51,414 | 2     |
| 5                | The Boys       | Du er min musik  | 15,904 | 4     |

## На «Евровидении»
Лонни Девантир выступала под номером 11, между Израилем и Швейцарией. Песня характеризовалась быстрым темпом в жанре шлягера, которые были отличительной чертой заявок от Дании на Евровидение в 80-е годы. По итогам голосования Дания заняла восьмое место из 22, набрав 64 очка. Это был пятый год подряд, когда Дания финишировала в топ-10. 12 очков датское жюри присудило Швейцарии. Дирижёром во время исполнения датской заявки был Генрик Крогсгорд.

### Голосование
| Очки      | Страна                                                |
| --------- | ----------------------------------------------------- |
| 12 баллов |                                                       |
| 10 баллов |                                                       |
| 8 баллов  |                                                       |
| 7 баллов  | - Израиль - Исландия - Италия - Норвегия - Португалия |
| 6 баллов  | - Австрия - Испания                                   |
| 5 баллов  |                                                       |
| 4 балла   | - Ирландия - Кипр                                     |
| 3 балла   | - Бельгия - Швеция                                    |
| 2 балла   | - Турция                                              |
| 1 балл    | - Швейцария                                           |

| Очки      | Страна         |
| --------- | -------------- |
| 12 баллов | Швейцария      |
| 10 баллов | Исландия       |
| 8 баллов  | Ирландия       |
| 7 баллов  | Югославия      |
| 6 баллов  | Италия         |
| 5 баллов  | Франция        |
| 4 балла   | Германия       |
| 3 балла   | Великобритания |
| 2 балла   | Кипр           |
| 1 балл    | Норвегия       |